# Rēzekne kommun
Rēzekne kommun (estniska: Rēzeknes novads) är en kommun i Lettland. Den ligger i den östra delen av landet, 190 km öster om huvudstaden Riga. Antalet invånare är 41 662. Arean är 2 524 kvadratkilometer. Terrängen i Rēzekne kommun är platt.
Följande samhällen finns i Rēzeknes Novads:
- Audriņi
- Lūznava

I kommunen finns:
- vattendraget Rēzekne
- kanalen Meirānu Kanāls
- sjöarna Rāzna och Lubāns